# Pierre Drouot
Pour les articles homonymes, voir Drouot (homonymie).
Pierre Drouot est un producteur, réalisateur et scénariste belge, né le 4 novembre 1943 à Audenaerde (Belgique).

## Biographie
Né d'un père francophone et d'une mère néerlandophone, Pierre Drouot grandit à Audenaerde, à Gand et à Bastogne.
Avec Paul Collet, il coréalise d'abord Cash? Cash! (1967), puis L'Étreinte (1969), un film érotique, pop et un peu féministe qui a été un petit événement en Belgique à l'époque.
Leurs films suivants Louisa, un mot d'amour (Louisa, een woord van liefde) (1972) et Mort d'une nonne (Dood van een non) (1975) eurent cependant moins de succès.
Pierre Drouot a coscénarisé Les Lèvres rouges (1971) de Harry Kümel.
Pierre Drouot a également participé à la production de quelques films importants du cinéma belge comme :
- Les Lèvres rouges (1971) de Harry Kümel
- Rue Haute (1976) d'André Ernotte
- Jambon d'Ardenne (1977) de Benoît Lamy
- Toto le héros (1991) de Jaco van Dormael